# Piroga

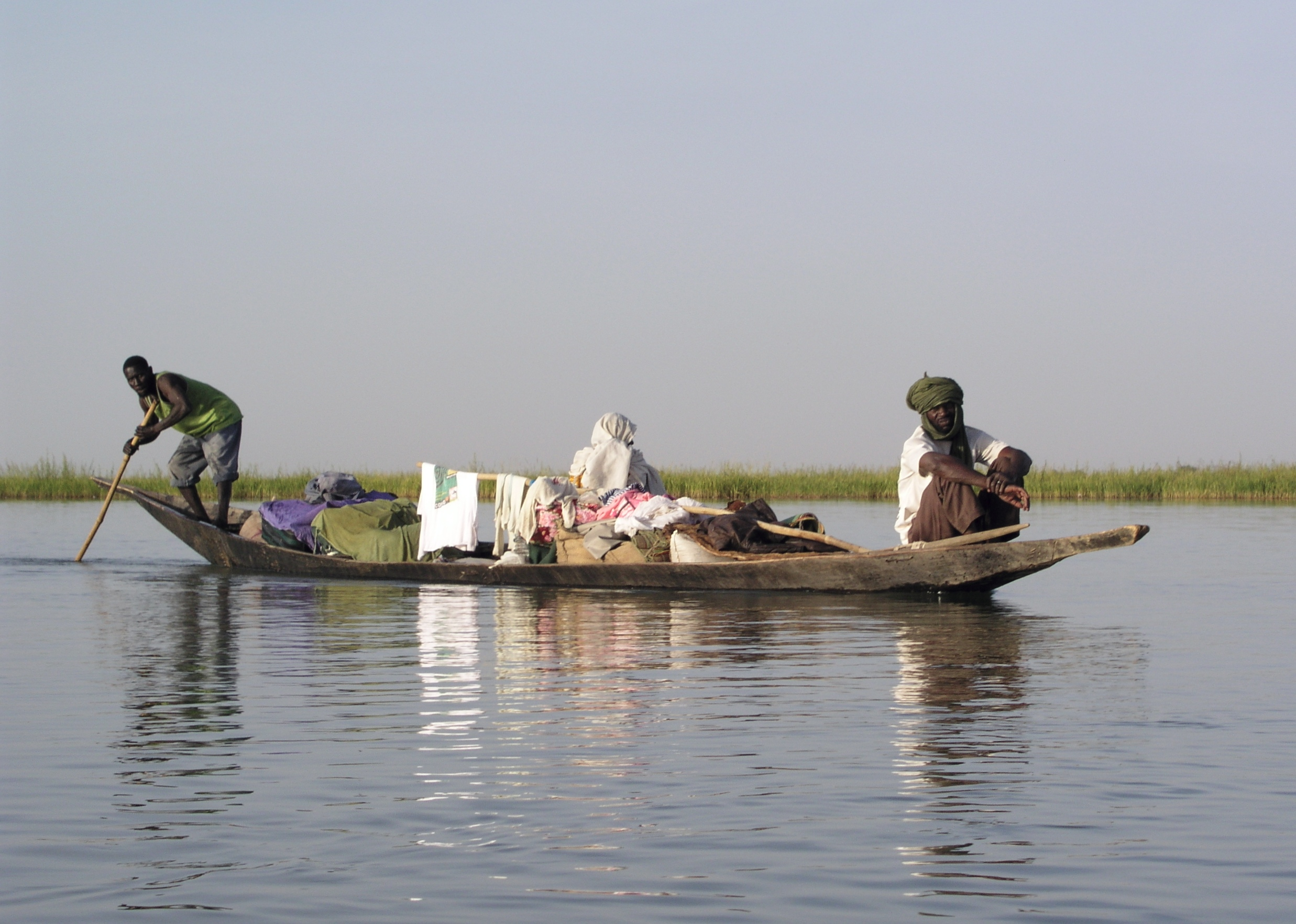
Uma piroga no rio Niger em Mali.

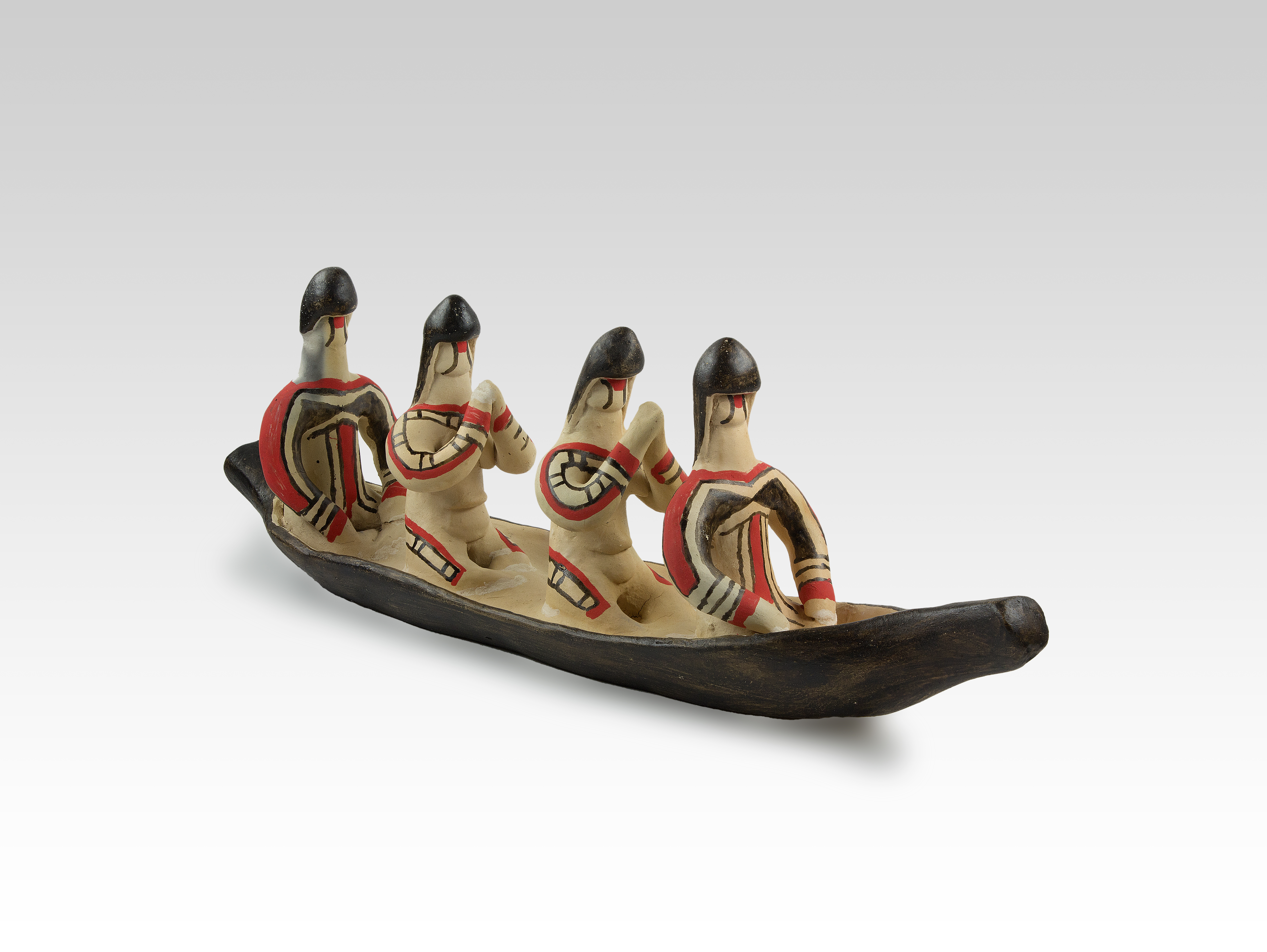
Statuette Karajà, 4 pessoas em um barco Brasil - MHNT

Piroga é um tipo de embarcação, característica da África, da Oceania e da América indígena, e que também foi utilizada desde a Idade do Ferro até à Alta Idade Média, no Rio Lima, no Norte de Portugal.
Comprida e estreita, feita de um só tronco de árvore cavado, era muito utilizada por nativos polinésios. Seus descendentes maoris, além de bons guerreiros, eram bons navegadores. Demonstravam um cuidado especial na construção de suas pirogas, nas quais entalhavam belos motivos geométricos, depois repetidos na pele da tripulação. A piroga é ainda utilizada pela população indígena e pela população ribeirinha da América do Sul, na região amazônica.

## Etimologia
Piroga é ajuntada ao léxico da língua portuguesa desde 1844, como um substantivo feminino para designar a embarcação indígena a remo feita a partir de um único tronco de árvore, semelhante à canoa. A palavra vem através do francês pirogue, que por sua vez a havia tomado do espanhol piragua, que a recolheu a adaptou do caribe insular piraugue.
A palavra indígena, usada pelas populações autóctones da costa do Brasil à época do Descobrimentos, os tupiniquins e os tupinambás, era, em língua tupi, ygara.